# Astragalus controversus
Astragalus controversus är en ärtväxtart som beskrevs av Maassoumi och Dieter Podlech. Astragalus controversus ingår i släktet vedlar, och familjen ärtväxter. Inga underarter finns listade i Catalogue of Life.